# Zostérops à dos vert
Zosterops xanthochroa
Espèce
Statut de conservation UICN

 LC  : Préoccupation mineure
Le Zostérops à dos vert (Zosterops xanthochroa) est une espèce de passereaux de Nouvelle-Calédonie appartenant à la famille des Zosteropidae. C'est une espèce monotypique.

## Description

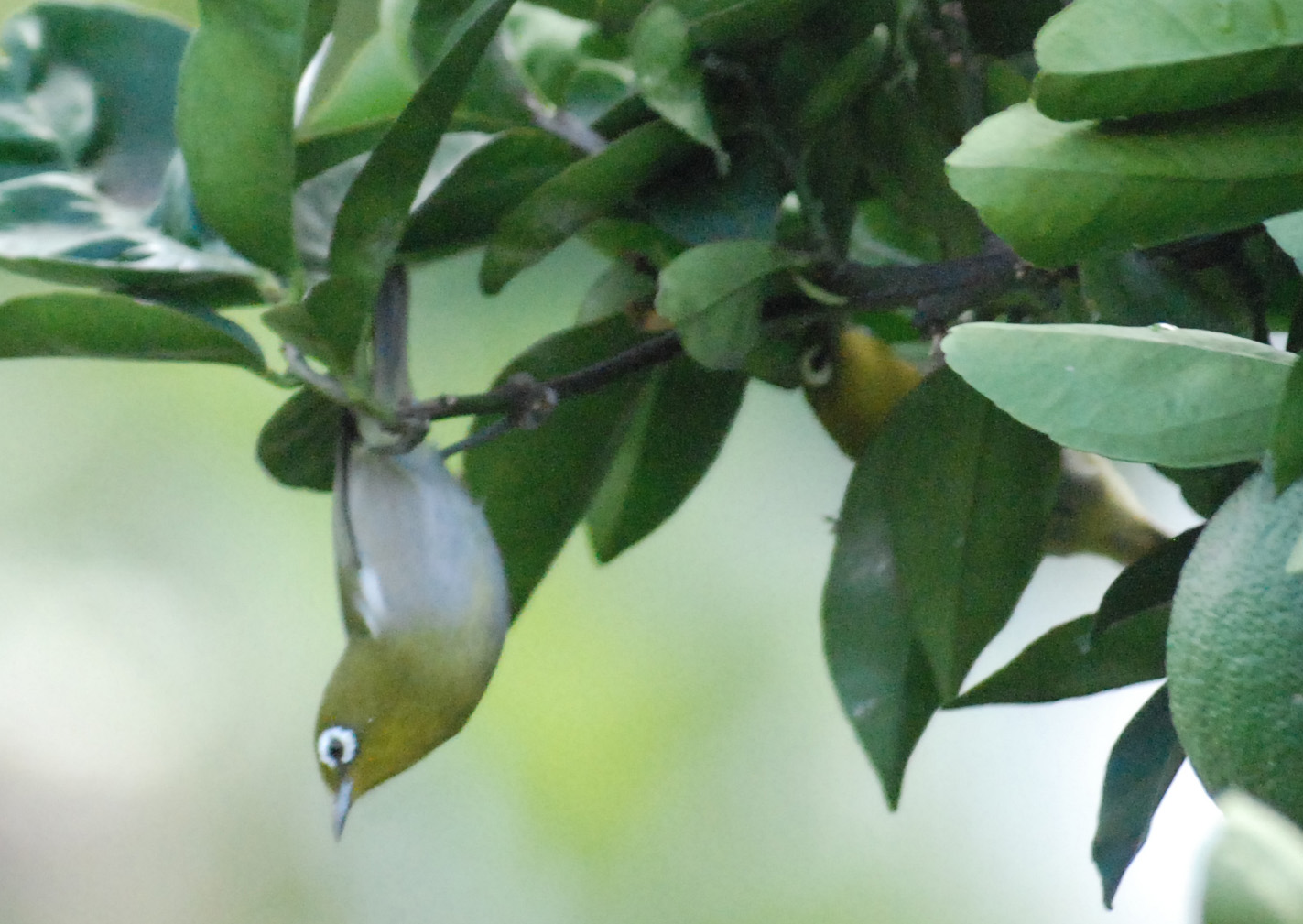
La tête en bas à la recherche de nourriture.

C'est un petit passereau très vif, sans cesse en mouvement, capable de positions acrobatiques pour atteindre sa nourriture composée de fruits (bananes, mangues, papayes, agrumes) et d'insectes. Il se déplace le plus souvent en bandes, comptant parfois plusieurs dizaines d'individus. Ils gardent le contact entre eux par de petits cris très aigus.
Ses cercles oculaires blancs, bien visibles et très caractéristiques, lui valent l'appellation populaire de « lunette ». Le dessus de la tête et le dos sont vert-grisâtre, tandis que les ailes sont plus sombres. Le dessous de la tête et la gorge tirent sur le jaune. Le ventre est gris clair.

## Répartition
Il est endémique de Nouvelle-Calédonie.

## Habitat
Commun en Nouvelle-Calédonie il occupe préférentiellement les habitats boisés (forêts humides, forêts sèches, maquis paraforestiers, mangroves), mais on le rencontre aussi couramment en milieu urbain, où il recherche sa nourriture dans les jardins.[réf. nécessaire]

## Nidification
Son nid en forme de coupe est formé de brindilles et de mousse. Il y dépose deux à trois œufs bleus, que les deux parents couvent. Le père et la mère se partagent également l'élevage des petits.